# Handen
Handen è una città della Svezia, capoluogo del comune di Haninge, nella contea di Stoccolma. Ha una popolazione di 11 524 abitanti.